# Verdwijning van Tanja Groen
De verdwijning van Tanja Groen (Schagen, 23 juni 1975) betreft de Nederlandse vermissingszaak die draait rond de in de zomer van 1993 verdwenen Tanja Groen. De destijds 18-jarige Groen kwam uit Schagen en zou net gaan beginnen met de studie gezondheidswetenschappen aan de universiteit van Maastricht. Ze is tot op heden niet teruggevonden.

## Verdwijning
Tanja Afra Maria Groen verdween in de nacht van dinsdag 31 augustus op woensdag 1 september 1993, nadat ze van een ontgroeningsfeestje op de studentensociëteit Circumflex in het centrum van Maastricht per fiets vertrokken was naar haar kamer in Gronsveld. Daar kwam ze nooit aan. Het weekend na haar verdwijning zou ze naar haar ouders in Schagen gaan.

## Opsporingsonderzoek
Ondanks een grondige en langdurige zoektocht naar Groens vermissing werd er jarenlang niets gevonden en was er zodoende ook niets bekend over haar lot. Al vanaf het begin ging de politie echter uit van een misdrijf. Concrete verdachten waren er niet, al werd wel onderzocht of er links gelegd konden worden met eerder veroordeelde moordenaars als Willem S. en Marc Dutroux.
In de zomer van 2012 werd, op aanwijzingen van een wichelroedeloper, een fiets opgedoken uit de Maas. Deze fiets bleek niet van Groen te zijn en het onderzoek liep weer vast. Eind juni 2014 werden er menselijke botten gevonden door een wandelaar in een akker bij Gronsveld. Uit een onderzoek van het Nederlands Forensisch Instituut bleek echter dat deze botten niet van Groen waren. In augustus 2018 deden de ouders via Amber Alert een video-oproep in de hoop om zo meer te weten te komen over het lot van hun dochter.
Na een serieuze tip werd op 22 januari 2020 in Maastricht het graf van een man geopend, omdat het NFI wilde zoeken naar resten van een vrouw die tegelijk met de man in hetzelfde graf begraven zou zijn. Ook dit onderzoek leidde echter niet tot de vondst van het lichaam van Groen.
In januari 2022 vonden rechtspsycholoog Peter van Koppen en zijn collega-wetenschappers tijdens een zoektocht op de Strabrechtse Heide in het Brabantse Geldrop drie ‘veelbelovende’ plekken waar Tanja Groen mogelijk begraven zou kunnen liggen. Er werd zodoende opnieuw op die locatie gezocht, maar haar lichaam werd niet gevonden.
Eind 2022 deden politie en justitie in België en Nederland onderzoek naar een eventuele rol die seriemoordenaar Marc Dutroux zou kunnen hebben gehad in de verdwijning van Tanja Groen. Dutroux was in de zaak-Tanja Groen al veel langer in beeld als mogelijke dader, maar dit onderzoek had nooit iets opgeleverd.
Op 29 april 2024 werd bekend dat DNA-sporen uit de zaak Dutroux door het Nederlands Forensisch Instituut vergeleken gaan worden met DNA uit de zaak Groen.

## Stichting De Gouden Tip
Op 23 juni 2021 lanceerde misdaadverslaggever Peter R. de Vries stichting De Gouden Tip om een ultieme poging te doen om de verdwijning van Tanja Groen na 28 jaar op te lossen. Het doel van deze stichting is door middel van crowdfunding een miljoen euro beloning op te halen om vastgelopen politieonderzoeken, zogeheten coldcasezaken, op te lossen. De eerste zaak die de stichting trachtte op te lossen betrof de verdwijning van Tanja Groen. Een week na de aanslag op De Vries had de stichting de miljoen euro al bij elkaar gekregen, mede dankzij de brede aandacht die het tv-programma Tijd voor MAX aan de zaak had besteed.
Op 22 december 2022 maakten de Peter R. de Vries Foundation en de Limburgse politie bekend dat de uitgeloofde beloning niet had geleid tot een nieuwe doorbraak in het onderzoek naar Tanja Groens verdwijning. Een half jaar eerder was de deadline waarop iemand aanspraak kon maken op het bedrag al verlopen. De miljoen euro die voor de zaak-Tanja Groen was uitgetrokken, zou nu worden besteed aan andere cold cases en aan de ondersteuning van slachtoffers van misdrijven.